# Апостольский нунций в Кабо-Верде
Апостольский нунций в Республике Кабо-Верде — дипломатический представитель Святого Престола в Кабо-Верде. Данный дипломатический пост занимает церковно-дипломатический представитель Ватикана в ранге посла. Апостольская нунциатура в Кабо-Верде была учреждена на постоянной основе 13 мая 1976 года.
В настоящее время Апостольским нунцием в Кабо-Верде является архиепископ Вальдемар Станислав Зоммертаг, назначенный Папой Франциском 6 сентября 2022 года.

## История
Апостольская нунциатура в Кабо-Верде была учреждена 13 мая 1976 года, бреве «Quo expeditius» папы римского Павла VI. Однако апостольский нунций не имеет официальной резиденции в Кабо-Верде, в его столице Прае и является апостольским нунцием по совместительству, эпизодически навещая страну. Резиденцией апостольского нунция в Кабо-Верде является Дакар — столица Сенегала.

## Апостольские нунции в Кабо-Верде

### Апостольские про-нунции
- Луиджи Доссена, титулярный архиепископ Карпи — (24 октября 1978 — 30 декабря 1985 — назначен апостольским нунцием в Перу);
- Пабло Пуэнте Бусес, титулярный архиепископ Макри — (15 марта 1986 — 31 июля 1989 — назначен апостольским нунцием в Ливане);
- Антонио Мария Вельо, титулярный архиепископ Эклано — (21 октября 1989 — декабрь 1994 — назначен апостольским нунцием).

### Апостольские нунции
- Антонио Мария Вельо, титулярный архиепископ Эклано — (декабрь 1994 — 2 октября 1997 — назначен апостольским нунцием в Ливане и Кувейте, а также апостольским делегатом на Аравийском полуострове);
- Жан-Поль-Эме Гобель, титулярный архиепископ Галации Кампанийской — (6 декабря 1997 — 31 октября 2001 — назначен апостольским нунцием в Никарагуа);
- Джузеппе Пинто, титулярный архиепископ Англоны — (5 февраля 2002 — 6 декабря 2007 — назначен апостольским нунцием в Чили);
- Луис Мариано Монтемайор, титулярный архиепископ Иллици — (19 июня 2008 — 22 июня 2015 — назначен апостольским нунцием в Демократической Республике Конго);
- Майкл Уоллес Банак, титулярный архиепископ Мемфиса — (9 июля 2016 — 3 мая 2022 — назначен апостольским нунцием в Венгрии);
- Вальдемар Станислав Зоммертаг, титулярный архиепископ Траэктум ад Мосам — (6 сентября 2022 — по настоящее время).